# Završe, Mislinja
Završe este o localitate din comuna Mislinja, Slovenia, cu o populație de 416 locuitori.